# 多氯聯苯

多氯聯苯的構造，其中苯環上2-6,及2'-6'的氫原子可以置換為氯原子。

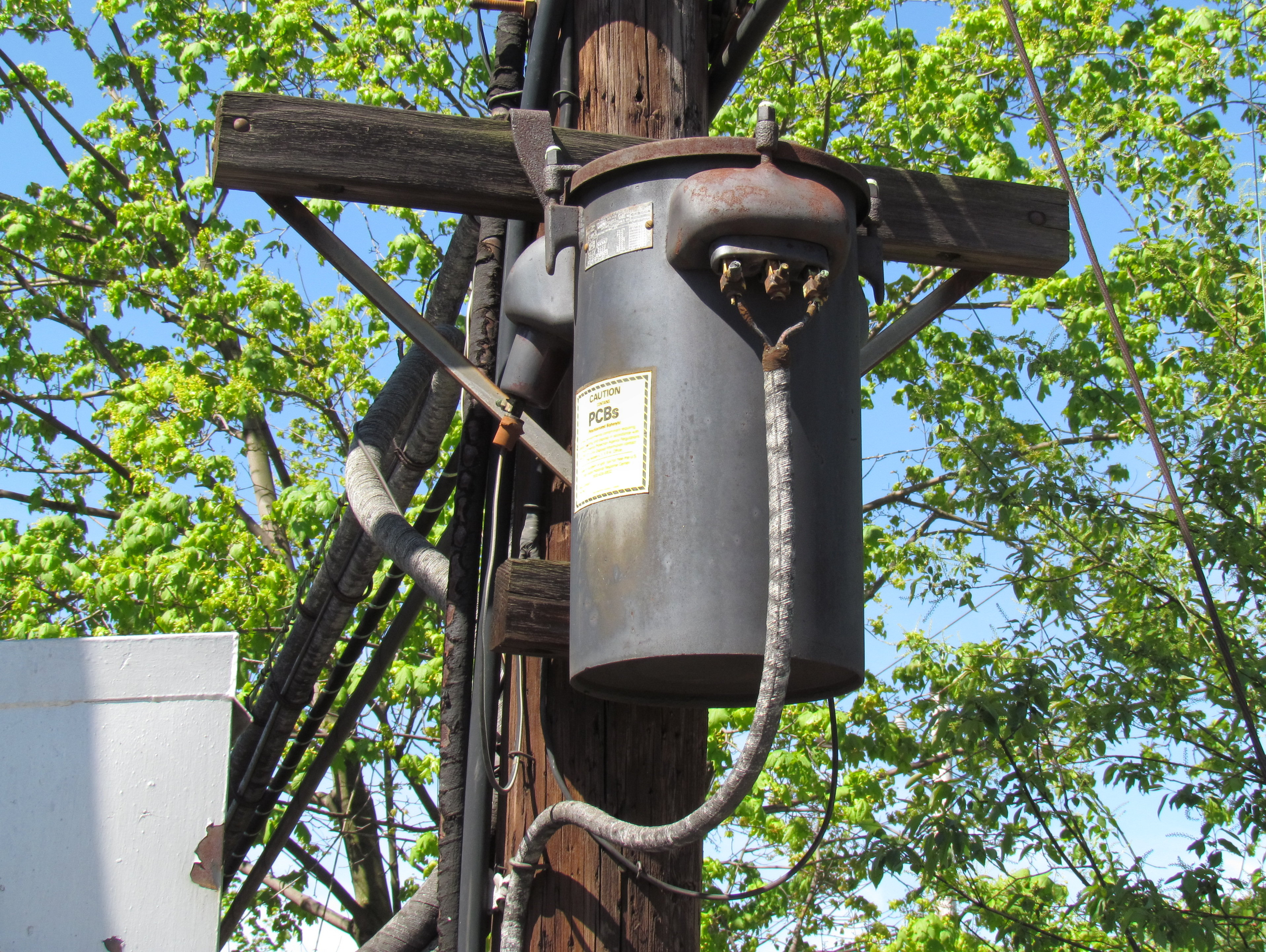
舊變壓器中有多氯聯苯 (變壓器油)。

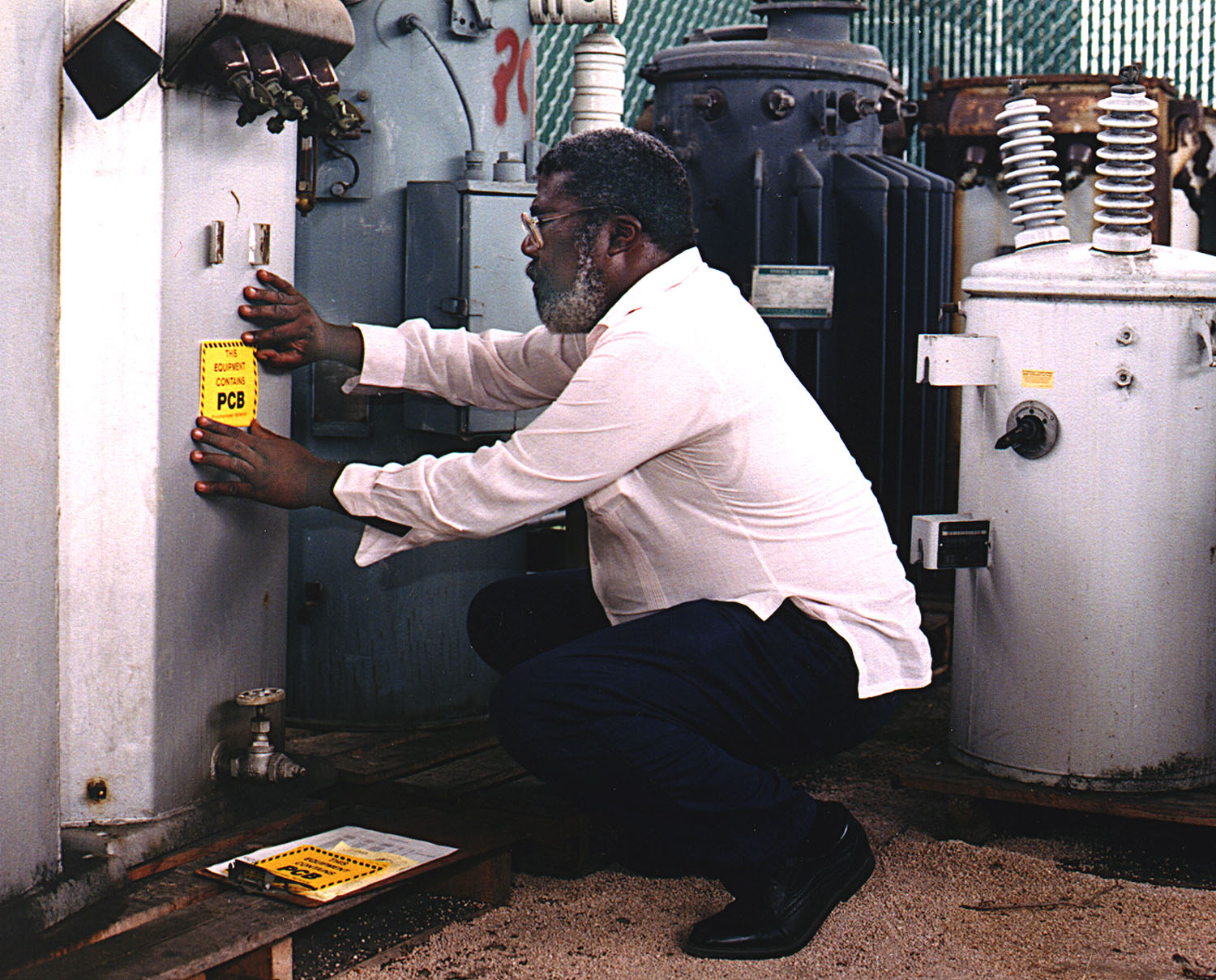
在含有多氯聯苯的變壓器上貼黃色警告標籤

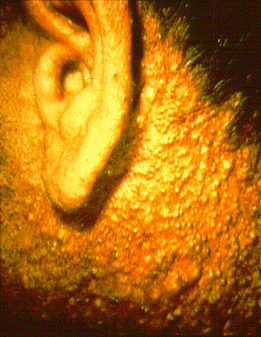
臉上的氯痤瘡

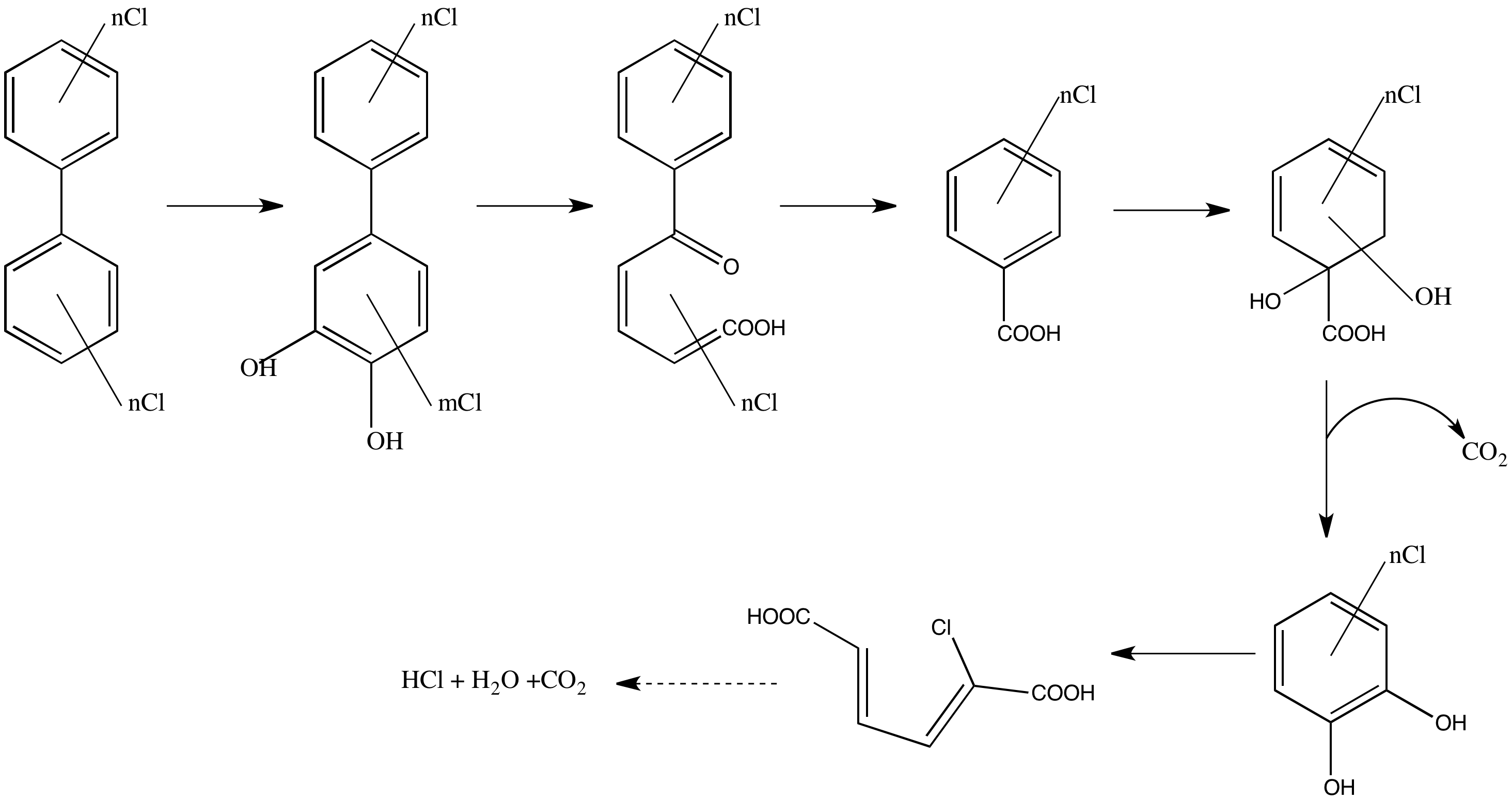
多氯聯苯有氧生物降解 (Adriaens P 1994)

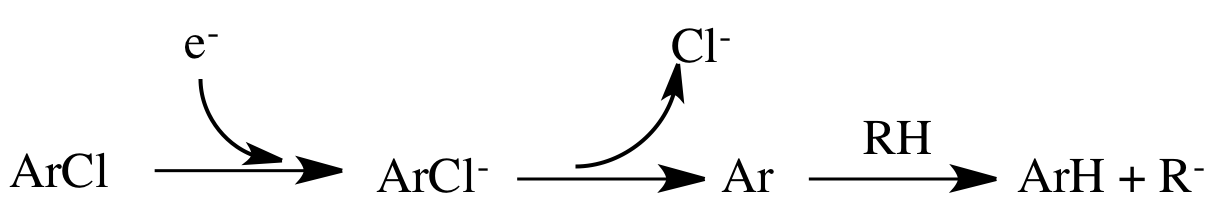
多氯聯苯無氧生物降解 (Abramowicz 1990)

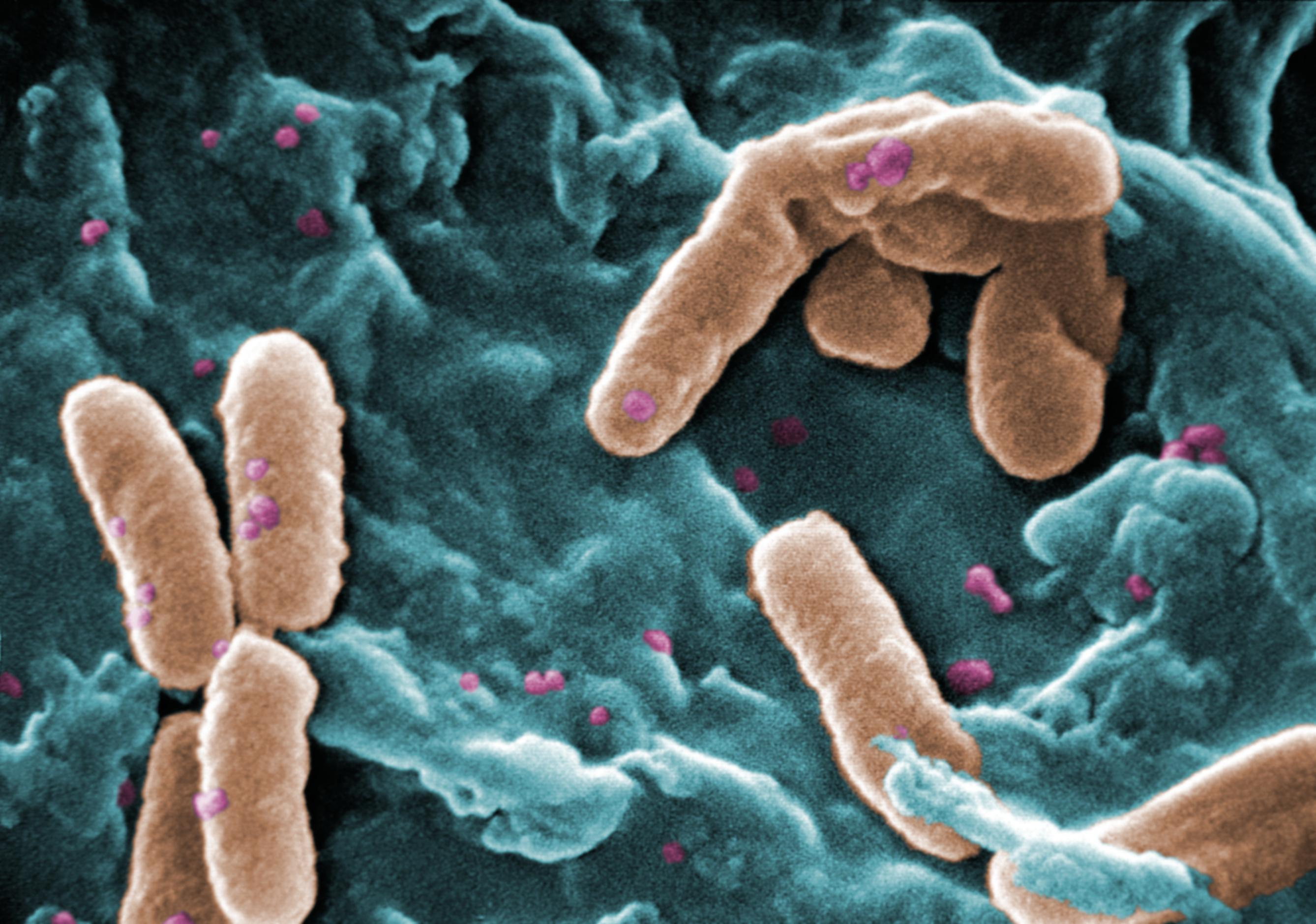
綠膿桿菌降解多氯聯苯(電子顯微鏡)

多氯聯苯（英語：Polychlorinated biphenyl，簡稱：PCB，CAS號1336-36-3 ），又稱多氯聯二苯或二聯酚，是許多含氯數不同的聯苯含氯化合物的統稱。在多氯聯苯中，部份苯環上的氫原子被氯原子置換，一般式為C12H(10-n)Cln（1≦n≦10）。依氯原子的個數及位置不同，多氯聯苯共有209種異构体存在，與1,4-戴奧辛同屬多鹵代化合物，或稱類戴奧辛物質。

## 特性
多氯聯苯在常溫下是比水重的液體，多氯聯苯耐熱性及電絕緣性能良好，化學性質穩定。多氯聯苯不溶於水，易溶於有機溶劑及脂肪，常用作加熱或冷卻時的熱載體、電容器及變壓器內的絕緣液體 (變壓器油)，也常作為切削液、潤滑油、液壓油、除塵劑、防水化合物、鑄劑、真空泵流體、塗料及溶劑使用，應用的範圍很廣。
多氯聯苯混合物，其特徵在於氯的含量，少氯的多氯聯苯是無臭、無味，清澈到暗黃色粘稠液體。而高氯化的混合物是更粘稠、更深的黃色。
多氯联苯异构体有209种可能，这些异构体从单个氯原子的取代到全取代十氯联苯。

## 歷史
多氯聯苯是德國人H·施米特和G·舒爾茨在1881年首次合成的。1892年，美國開始工業生產多氯聯苯，1930年代美國孟山都公司 (Monsanto Company)開始大量生產並廣泛應用於工業上。
多氯聯苯曾多次引發汙染事件，像例如1968年及1979年，日本及台灣分別出現米糠油中毒事件，原因是在生產過程中有多氯聯苯漏出，污染米糠油。然而即使在遠離多氯聯苯產地地方的居民也受多氯聯苯汙染所害，像在加拿大努納武特地區的Qikiqtarjuaq島（舊稱Broughton島）上，由於世居當地的因紐特人傳統上以當地海產為主食之故，因此透過生物放大作用，當地居民體內累積了高含量的多氯聯苯，而這也使得當地人被周遭地區的人給稱為「多氯聯苯人」（the PCB people）並受周遭地區的人迴避。
由於多氯聯苯為持久性有機污染物和其環境毒性，於1979年美國國會和於2001年通過的斯德哥爾摩關於持久性有機污染物公約，已經禁止了多氯聯苯的生產。因此各國紛紛禁止多氯聯苯生產及使用。

## 危害及影響
多氯聯苯屬於致癌物質，容易累積在脂肪組織，造成腦部、皮膚及內臟的疾病，並影響神經、生殖及免疫系統。
據美國環境保護署（EPA）的報告指出，多氯聯苯已被證明會導致動物，包括人類的癌症，其毒害作用也包括內分泌紊亂和神經毒性。
個人可以通過呼吸被污染的空氣，進食受污染的食物，以及經皮膚接觸老舊含多氯聯苯的電力設備中接觸到多氯聯苯。一旦暴露，一些多氯聯苯在身體內可改變成其他化學品。這些化學物質或保持不變的多氯聯苯可以被排泄於糞便中，或保持在脂肪或其他器官中幾個月。多氯聯苯也可存在牛奶的脂肪中並通過哺乳傳遞給嬰兒。
在人們接觸到極高水平的多氯聯苯而產生最常見的健康影響是皮膚狀況，如氯痤瘡和皮疹，但這些被稱為是急性全身中毒。有研究發現人員暴露於多氯聯苯中顯示血液尿象的變化，也可能導致肝臟損害。
常見的症狀包括皮膚和眼部病變、不規則的月經週期和降低免疫反應。其他症狀包括疲勞、頭痛、咳嗽，和不尋常的皮膚潰瘍。此外，在兒童有認知發展較差的報告。
根據美國環境保護署（EPA）報告指出，多氯聯苯已被證明會導致動物患上癌症，並支持在人類是一種致癌物的證據。在2013年國際研究機構對癌症分類，多氯聯苯為人類致癌物。研究發現在多氯聯苯工人中惡性黑色素瘤和稀有肝癌，發生率增加。
如所討論的多氯聯苯顯示出廣泛的毒性作用。這些效果可以根據各種不同的多氯聯苯而不同。類似二噁英，多氯聯苯毒性被認為主要是通過結合芳香烴受體（AHR）介導的。干擾細胞內鈣的信號轉導；這可能會導致神經毒性。正多氯聯苯 (Ortho-PCBs)可通過結合到轉甲狀腺素，干擾甲狀腺激素的運輸。多氯聯苯可在免疫系統癌症的產生中發揮作用，因為在非常高劑量的多氯聯苯動物實驗中顯示效果。在一些有關人類的研究聲稱，發現人類免疫反應和環境中多氯聯苯水平之間的關聯。

## 處理及銷毀方法

### 物理
- 焚化：儘管多氯聯苯不自燃，它們可以被極端和小心控制的條件下燃燒。當前要求多氯聯苯，在1,200℃溫度下由燃油和大量氧下進行焚燒至少兩秒鐘。缺氧可導致二噁英、呋喃或多氯聯苯的不完全破壞。
- 輻照：如果在異丙醇或礦物油多氯聯苯的脫氧混合物進行γ射線照射，那麼多氯聯苯將被脫氯形成聯苯和無機氯化物。如使用用過的核燃料作為輻射源。
- 熱解：銷毀使用等離子弧處理與熱解多氯聯苯。在惰性環境中由電弧提供了極高溫度使長鏈分子斷裂。

### 微生物
最近的許多工作都集中在的微生物的研究，因爲它們能夠分解多氯聯苯。在一般情況下，在生物體內的工作有兩種：可能是使用多氯聯苯作為碳源, 或者通過還原脫氯分解，也就是在聯苯骨架上由氫置換氯。這些微生物以新方式來使用維生素B12，當成功能強大的親核體與還原催化劑, 作用在多氯聯苯上，以快速和選擇性的方式讓它脫氯。

### 化學
化學方法可用來破壞或減少多氯聯苯的毒性。例如，芳香族親核取代反應被應用於低濃度多氯聯苯的破壞（如變壓器油中的多氯聯苯）。在無催化劑情況下，此反應通常在700至925℃的高溫下進行，並利用氫氣來裂解碳-氯鍵，使多氯聯苯結構中的聯苯環分解形成苯，並產生鹽酸。然而，這種高溫工藝成本較高，且需要大量的氫氣。
若使用銅催化劑，則可以在較低溫度下進行反應，同樣達到脫氯的效果，但生成物較多為聯苯而非苯。
多氯聯苯光化學的解決方案是基於傳輸一個電子，如胺，到光化學興奮的多氯聯苯，給予負離子自由基。這兩種排出氯離子和芳基中提取氫原子或立即變為質子化，從而導致氯原子的失去。它僅用於水溶性多氯聯苯。
多氯聯苯破壞大氣的主要途徑是通過攻擊OH自由基。直接光解可以發生在上層大氣層，但激發多氯聯苯的紫外線波長的光，被在對流層的臭氧所屏蔽。然而研究表明，在光敏劑的存在下，例如丙酮，較高波長（> 300 nm）的光可降解多氯聯苯。
施瓦茨的反應是許多研究的主題，並具有比其他路線顯著好處。這是有利的，因為通過它在還原過程進行，因此，通過氧化反應部會產生二噁英。
所提出的反應方案包括從鈦（Ⅲ）的有機金屬種類的電子轉移而形成在多氯聯苯分子的自由基陰離子，其中排出氯，最終形成的相對無毒的聯苯。